# ذراع الربعة (طور الباحة)

تعديل مصدري - تعديل

ذراع الربعة هي إحدى قرى عزلة طور الباحة بمديرية طور الباحة التابعة لمحافظة لحج، بلغ تعداد سكانها 56 نسمة حسب تعداد اليمن لعام 2004.